# Tanysiptera ellioti
Tanysiptera ellioti е вид птица от семейство Halcyonidae. Видът е световно застрашен, със статут Уязвим.

## Разпространение
Видът е разпространен в Индонезия.